# Міддлсекс (Вермонт)
Міддлсекс (англ. Middlesex) — місто (англ. town) в США, в окрузі Вашингтон штату Вермонт. Населення — 1779 осіб (2020).

## Демографія
Згідно з переписом 2010 року, у місті мешкала 1731 особа в 687 домогосподарствах у складі 508 родин. Було 764 помешкання
Расовий склад населення:
| - 97,0 % — білих - 0,6 % — азіатів - 0,5 % — чорних або афроамериканців - 0,1 % — корінних американців |

До двох чи більше рас належало 1,8 %. Частка іспаномовних становила 0,9 % від усіх жителів.
За віковим діапазоном населення розподілялося таким чином: 23,7 % — особи молодші 18 років, 66,2 % — особи у віці 18—64 років, 10,1 % — особи у віці 65 років та старші. Медіана віку мешканця становила 44,3 року. На 100 осіб жіночої статі у місті припадало 100,6 чоловіків;  на 100 жінок у віці від 18 років та старших — 100,2 чоловіків також старших 18 років.
Середній дохід на одне домашнє господарство  становив 86 168 доларів США (медіана — 74 188), а середній дохід на одну сім'ю — 100 552 долари (медіана — 90 417). Медіана доходів становила 54 830 доларів для чоловіків та 53 681 долар для жінок. За межею бідності перебувало 7,1 % осіб, у тому числі 5,2 % дітей у віці до 18 років та 5,1 % осіб у віці 65 років та старших.
Цивільне працевлаштоване населення становило 930 осіб. Основні галузі зайнятості: освіта, охорона здоров'я та соціальна допомога — 25,6 %, роздрібна торгівля — 11,2 %, науковці, спеціалісти, менеджери — 11,1 %.